# Monobloco (automóvel)
Monobloco é um conjunto de peças que quando unidas formam a estrutura de um veículo, diferente dos veículos que possuem chassi que são formados por duas partes distintas: a carroceria e uma estrutura geralmente formada por duas longarinas (barras de ferro) paralelas (chamadas de chassi) que se prolongam da parte posterior até a anterior do veículo, e sobre esse chassi é colocada a carroceria.
Os veículos de passeio geralmente possuem monobloco, ou seja, o assoalho, as laterais, o teto e as outras peças são todas unidas (geralmente por solda), e ao se unirem formam a estrutura do veículo.
A carroceria sobre o chassi é geralmente utilizada, hoje em dia, em picapes e caminhões, a principal vantagem do veículo que possui chassi em relação ao que possui monobloco e que com a carroceria sobre o chassi evita-se trincas na estrutura quando comparada com aqueles que possuem apenas o monobloco.
A grande vantagem se ter um veículo em monobloco em relação ao veiculo formado por chassi + carroceria é que os veículos que possuem somente o monobloco são mais leves por dispensar o uso do chassi na sua estrutura.